# Semântica estrutural
Semântica estrutural é uma teoria desenvolvida na Europa com base na fenomenologia de E. Husserl e Merleau-Ponty e na linguística de Ferdinand de Saussure e Louis Hjelmslev.